# Poisson-éléphant
Gnathonemus petersii
Espèce
Statut de conservation UICN

 LC  : Préoccupation mineure
Le Poisson-éléphant (Gnathonemus petersii) est une espèce africaine de poissons d'eau douce de la famille des Mormyridae.

## Description

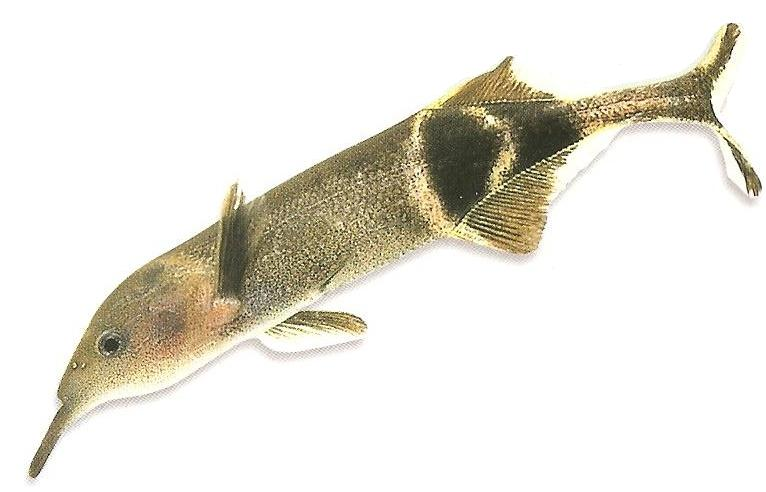
Gnathonemus petersii

On le surnomme poisson-éléphant car il possède un barbillon en forme de trompe très spécifique au genre Gnathonemus et son cerveau est étonnamment développé. Ce poisson semi-nocturne possède un comportement social particulier. C'est l'espèce de poisson-éléphant la plus courante en aquariophilie.
Le poisson-éléphant est habillé d'un brun foncé penchant vers le noir avec des rayures blanches verticales sur l'arrière du corps. Il est comprimé latéralement et mesure en moyenne 23-25 cm (avec comme taille maximale 35 cm, queue non comprise), avec la nageoire dorsale et la nageoire anale de la même longueur. Sa nageoire caudale est fourchue. Sa caractéristique principale, comme son nom l'indique, est une sorte de trompe sous la bouche qui l'aide principalement à fouiller le sol. Ce n'est pas vraiment un nez, mais une extension sensible de la bouche, une sorte de barbillon mentonnier unique riche en cellules sensorielles qu'il utilise avant tout pour la recherche de vers et d'insectes dans le sable, mais aussi pour l'auto-défense, la communication et la navigation. Cet organe est couvert d'électro-récepteurs, comme une grande partie du reste de son corps. En effet, ce poisson a une mauvaise vue, et l'utilisation d'un faible champ électrique, généré par les contractions musculaires, lui permet de trouver de la nourriture, de se repérer dans l'obscurité ou la turbidité des eaux, et de trouver un partenaire. Il vit environ 6-10 ans, voire plus, mais pas longtemps en captivité tellement il est exigeant dans la diversité de ses proies.
Le dimorphisme sexuel se traduit par une nageoire anale incurvée chez le mâle.
Les Mormyridés rappelant le plus le faciès des éléphants sont ceux appartenant au genre Campylomormyrus, car ces derniers ont le museau allongé et courbé comme une trompe d'éléphant, la bouche se situant à son extrémité et étant elle-même munie d'un barbillon mentonnier unique, à l'instar de Gnathonemus petersii, plus ou moins long selon l'espèce.

## Comportement
C'est un poisson timide, qui apparaît surtout la nuit et passe son temps à fouiller le sable à l'aide de sa trompe. Il est sociable avec les autres poissons, et peut se déplacer en groupe d'une dizaine d'individus, mais lorsqu'il est maintenu dans un petit volume, il peut devenir plus ou moins agressif avec ses congénères.

## Répartition
Le poisson-éléphant est originaire des rivières de l'Ouest et de l'Afrique centrale, en particulier le bassin inférieur du fleuve Niger, le bassin de la rivière Ogun, dans la partie supérieure de la rivière Chari et dans l'ensemble du bassin du Congo.

## Alimentation
Carnivore. Dans son milieu naturel, il se nourrit de petits vers et d'invertébrés aquatiques tels que les larves de moustiques, mais en captivité il refuse les flocons et les granulés, la nourriture vivante ou congelée (artémia, vers de vase tels que les Tubifex...) sont donc obligatoires pour le maintenir en bonne santé.

## En aquarium
Le poisson-éléphant est probablement l'espèce la plus communément disponible des mormyridés en magasin aquariophile.
Dans l'aquarium (qui devrait être d'au moins 200 litres), il est timide, préférant un environnement fortement planté avec une lumière tamisée. Idéalement, un tuyau ou un pot doit être installé pour lui servir d'abri. Il lui faut du sable comme substrat afin de lui permettre de le parcourir avec sa délicate trompe. Habituellement, il a un caractère pacifique, mais certains individus le sont moins, et certains sont très agressifs avec d'autres espèces. Ils peuvent être conservés dans un aquarium communautaire avec des espèces pacifiques qui partagent les mêmes paramètres de l'eau. Toutefois, à moins qu'ils soient maintenus dans un aquarium de 400 litres, il n'est pas conseillé de garder plus d'un poisson éléphant, car ils peuvent être territoriaux.
La reproduction en aquarium n'a jamais été réussie.
| Origine         | Afrique centrale     | Eau           | eau douce        |
| Dureté de l'eau | 10-20 °GH            | pH            | entre 5,5 et 6,5 |
| Température     | 23-28 °C °C          | Volume mini.  | 200 l            |
| Alimentation    | omnivore             | Taille adulte | 23 à 25 cm       |
| Reproduction    | ovipare              | Zone occupée  | fond             |
| Sociabilité     | sociable/territorial | Difficulté    | moyenne          |

## Systématique
Le nom valide complet (avec auteur) de ce taxon est Gnathonemus petersii (Günther, 1862).
Gnathonemus petersii a pour synonymes :
- Gnathonemus brevicaudatus Pellegrin, 1919
- Gnathonemus histrio Fowler, 1936
- Gnathonemus peters (Günther, 1862)
- Gnathonemus petersi (Günther, 1862)
- Mormyrus petersii Günther, 1862

## Publication originale
- Günther, A. (1862). Eine neue Art von Mormyrus. Archiv für Naturgeschichte. v. 28 (pt. 1): 64.